# Nikolaj Villumsen
Pour les articles homonymes, voir Villumsen.
Nikolaj Barslund Villumsen, né le 28 février 1983 à Aarhus au Danemark, est un homme politique danois, membre de la Liste de l'unité. Il est député au Folketing de 2011 à 2019, puis député européen de 2019 à 2024.

## Biographie
Nikolaj Villumsen est diplômé en histoire en 2009 à l'université de Copenhague. Pendant ses études, il effectue un stage auprès du député européen Søren Søndergaard. Il devient après son diplôme collectionneur au musée de Copenhague puis, en 2010, employé auprès de l'union nationale des étudiants danois.
Il est élu député au Folketing sous l'étiquette de la Liste de l'unité lors des élections législatives de 2011. Il remporte un second mandat lors des élections législatives de 2015. Au cours de sa carrière parlementaire, il exerce au cours du temps plusieurs rôle au sein de son groupe, comme celui de vice-président, de porte-parole pour les questions européennes, porte-parole pour les questions d'immigration et porte-parole politique.
Durant son mandat au Folketing, il est également membre de l'assemblée parlementaire du Conseil de l'Europe. À partir de 2013, il est le vice-président du groupe pour la gauche unitaire européenne.
En janvier 2018, il se déclare candidat aux élections européennes de 2019, comme tête de liste de son parti, qui se présente pour la première fois aux élections européennes après avoir soutenu le mouvement populaire contre l'Union européenne lors des précédents scrutins. Lors du scrutin du 26 mai 2019, sa liste remporte 5,5 % des suffrages et un seul siège, lui permettant de devenir député européen. Après son élection, il siège au sein du groupe de la Gauche unitaire européenne/Gauche verte nordique, dont il est le vice-président, et de la commission de l'emploi et des affaires sociales du Parlement européen.
En vertu des règles internes de la Liste de l'unité qui interdisent à une personne occupant un mandat électif depuis plus de sept ans consécutifs de se représenter, il ne peut être candidat à sa réélection lors des élections européennes de 2024.
Quelques mois après son départ du Parlement européen, il devient en octobre 2024 consultant politique pour Danske Byggefag (da), un rassemblement de sept syndicats du secteur de la construction.